# Blinisht
Blinisht est une municipalité d'Albanie située dans le district de Lezhë.

## Localités
La municipalité est constituée de sept entités :
- Blinisht
- Troshan
- Fishte
- Krajne
- Piraj
- Baqël
- Kodhel